# لويس غيريرو
لويس غيريرو (بالإسبانية: Luis Guerrero Figueroa)‏ هو سياسي بيروفي، ولد في 20 أغسطس 1953 في بيرو. حزبياً، نشط في Possible Peru ‏. وقد انتخب عضو مجلس الشيوخ البيروفي ‏.
1. ↑   https://infogob.jne.gob.pe/Politico/FichaPolitico/luis-bernardo-guerrero-figueroa_historial-partidario_Uo0KUhymwMg=0h. اطلع عليه بتاريخ 2024-01-20. {{استشهاد ويب}}: |url= بحاجة لعنوان (مساعدة) والوسيط |title= غير موجود أو فارغ (من ويكي بيانات) (مساعدة)